# No One is Too Small to Make a Difference
No One is Too Small to Make a Difference (en español: Nadie es demasiado pequeño para marcar la diferencia) es un libro publicado por Greta Thunberg en 2019. Consta de una colección de once discursos que ha ofrecido Thunberg sobre clima y calentamiento global, todos ellos escritos por ella. Greta Thunberg ha presentado los discursos en la ONU, la UE, el Foro Económico Mundial y durante manifestaciones y protestas. El libro incluye uno de sus más famosos discursos  Nuestra casa está en llamas.